# Warnowiaceae
Die Warnowiiden (wissenschaftlich Warnowiaceae) sind eine Familie von athekaten Dinoflagellaten, einer vielfältige Gruppe einzelliger Eukaryonten.
Die Familie ist durch eine lichtempfindliche subzelluläre Struktur gekennzeichnet, genannt Ocelloid, das eine hochkomplexe Anordnung von Organellen mit einem Aufbau, die direkt mit den Augen mehrzelliger Organismen vergleichbar ist. Das Ocelloid besteht nachweislich aus mehreren Arten von Endosymbionten, darunter Mitochondrien und mindestens einer Art von Plastid.

## Lebensraum und Lebenszyklus
Warnowiiden kommen zwar im Meeresplankton vor, sind aber in den meisten Planktonproben sehr selten.
Da es nicht möglich war, sie im Labor zu kultivieren und auch Proben aus der natürlichen Umgebung unter Laborbedingungen nicht lange überlebten, war lange Zeit über ihren Lebenszyklus nur sehr wenig bekannt.
Die Schwierigkeiten beim Arbeiten und Experimentieren mit den Zellen hatten eine Untersuchung der Phototaxis (des Verhaltens gegenüber Licht) und der Funktionsweise des komplexen Ocelloids lange Zeit verhindert. Seit 2015 hat sich die Situation allerdings verbessert, insbesondere durch die Arbeiten von Gavelis et al. und Hayakawa et al.
Damals gab es einen ersten Hinweis auf Ernährungsweise der Warnowiiden, als bei Untersuchungen von Wildproben in den Vakuolen dieser Mikroben bestimmte charakteristische Strukturen, so genannte Trichozysten, nachgewiesen wurden. Daraus folgerte man, dass sie andere Dinoflagellaten erbeuten.
Die Untersuchung der Ocelloide deutete darauf hin, dass sie besonders gut andere Dinoflagellaten an ihren Thecaplatten wahrnehmen können (s. u.), was mit dieser Vermutung gut übereinstimmt.

## Subzelluläre Strukturen
Die Warnowiiden als Gruppe verfügen über ungewöhnlich komplexe subzelluläre Strukturen.
Das aus verschiedenen Organellen zusammengesetzte Ocelloid ist eine lichtempfindliche Struktur und synapomorphes Merkmal der Warnowiiden.
Andere komplexe subzelluläre Strukturen wie Nematozysten, Trichozysten und Pistone („Kolben“) sind bei einigen, aber nicht bei allen Warnowiiden vorhanden und werden von den polykrikoiden Dinoflagellaten (Familie Polykrikaceae Kofoid & Swezy in der gemeinsamen Dinophyceen-Ordnung Gymnodiniales) geteilt, den gemäß der molekularen Phylogenetik engsten lebenden Verwandten (abgesehen von einer möglichen Warnowiiden-Ausgliederung Fam. Ceratoperidiniaceae, siehe §Systematik).

## Funktion und Ursprung des Ocelloids
Das Ocelloid der Warnowiiden funktioniert ähnlich wie die Augen viel größerer Organismen und enthält ähnliche Strukturen wie eine Netzhaut und eine Linse.
Es ist nur für das polarisierte Licht empfänglich, das entsteht, wenn das Licht die Thecaplatten anderer Dinoflagellaten durchdringt.
Da andere Dinoflagellaten die Hauptnahrungsquelle der Warnowiiden sind, ist diese Eigenschaft besonders nützlich, um Beute zu finden.

Erythropsidinium und Ocelloid (Augenfleck).
H = Hyalosom (Kristallkörper/Linse), R = Netzhautkörper, N = Zellkern, FL = Geißel, PS/Ps = Piston („Kolben“).
(A) LM-Aufnahmen von Erythropsidinium. Das Ocelloid befindet sich auf der linken Seite einer Zelle in ventraler Ansicht (gemäß der von Kofoid und Swezy vorgeschlagenen Orientierung). Der Zellkern ist ellipsoidisch und befindet sich auf der gegenüberliegenden Seite des Ocelloids im vorderen Teil der Zelle. Daher wird hier die Typusspezies E. agile vermutet. Balken: 20 μm
(B) TEM-Aufnahme des Ocelloids. Balken: 10 μm
(C) Die refraktile (lichtbrechende) Natur des Hyalosoms unter Fluoreszenzmikroskopie. Das Vorderbild des Netzhautkörpers erscheint größer als in der Seitenansicht (A). Balken: 20 μm.

Ebenfalls Erythropsidinium: Der Netzhautkörper des Ocelloids (R) verändert seine Morphologie bei unterschiedlichen Lichtverhältnissen. Es sind der hell-angepasste Zustand (LA: A,B,C) und der dunkel-angepasste Zustand (DA: D,E,F) dargestellt. Vergrößerungen eines Längsschnitts des Netzhautkörpers (B,E) und eines Querschnitts (C,F). L = Lamellen, V = Bläschenschicht. Balken: 2 μm in (A,D), 200 nm in (B,C,E,F).

Ein Genfragment, das im Rhodopsin des Netzhautkörpers des Ocelloids exprimiert wird, ist nachweislich am engsten mit einem bakteriellen Rhodopsin verwandt. Dies deutet darauf hin, dass das Ocelloid als intrazelluläres, kameraartiges Auge unter maßgeblicher Beteiligung eines bakteriellen Endosymbionten entstanden ist.

## Systematik
Je nachdem, ob man die Gattung Ceratoperidinium zur Familie rechnet oder nicht, umfasst diese sieben oder acht anerkannte Gattungen.
Die Beschreibungen der Gattungen und Arten innerhalb der Familie werden durch komplexe morphologische Veränderungen erschwert, die teils zum normalen Lebenszyklus gehören, teils eine Reaktion auf die Umwelt sind. Insgesamt ist die Systematik dieser Gruppe derzeit noch nicht gut definiert.
Familie Warnowiaceae Er.Lindemann, 1928. Spezies (nach WoRMS und AlgaeBase):
- Ceratoperidinium Margalef ex A.R.Loeblich III, 1980 (WoRMS),[9] ggf. zu eigener Familie Ceratoperidiniaceae in derselben Ordnung Gymnodiniales (AlgaeBase).[10]
- Erythropsidinium P.C.Silva, 1960[4] syn. Erythropsis Hertwig, 1884 – mit E. agile[4]
- Greuetodinium A.R.Loeblich III, 1980 syn. Leucopsis Greuet, 1968 – mit G. cylindricum
- Nematodinium Kofoid & Swezy, 1921 (auch NordicM) syn. Pouchettia – mit N. armatum
- Nematopsides Greuet, 1973 mit N. vigilans[11][12] (früher Proterythropsis vigilans[13])
- Proterythropsis Kofoid & Swezy, 1920 – mit P. crassicaudata[11][14]
- Protopsis Kofoid & Swezy, 1921 – mit P. nigra
- Warnowia Lindemann, 1928.[15] syn. Pouchetia Schütt, 1895 (auch NordicM) – mit W. polyphemus[16]

## Bildergalerie

Doppelpfeile bezeichnen das Ocelloid, Einzelpfeile das Piston (Kolben), n bezeichnet den Zellkern (Nukleus).
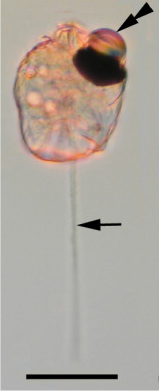
Ein Isolat von Erythropsidinium. Balken 20 µm
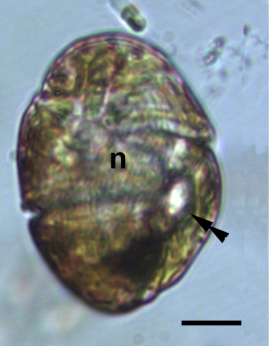
Ein Isolat von Nematodinium. Balken 10 µm
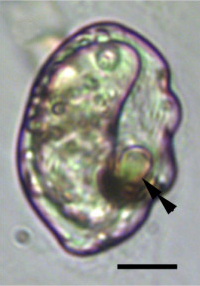
Ein Isolat von Warnowia. Balken 10 µm